# Sub Zero Project
Sub Zero Project ist ein niederländisches DJ-Duo, bestehend aus Thomas Velderman (* 19. April 1996) und Nigel Coppen (* 9. März 1997).

## Geschichte
Der ursprüngliche Gründer, Nigel Coppen, trat zu Beginn unter dem Namen Sub Zero auf. Über YouTube kam er mit Thomas Velderman in Kontakt. Beide machen nun gemeinsam unter dem Namen Sub Zero Project Musik.
2017 veröffentlichte Sub Zero Project mit The Project, ihren ersten Hardstyle-Hit, der dazu führte, dass sie in der ganzen Szene für ihre Verwendung von Psystyle Kicks mit Hardstyle-Elementen viel Aufmerksamkeit erhielten. Begleitet wurde dies auch von einem neuen Liveact, bei dem die Gesichter des Duos in Form ihres Logos mit einem neuen, unverkennbaren Look versehen wurden.

## Stil
Ihre Musik lässt sich weitestgehend in dem Bereich des Rawstyles, einem härteren Subgenre des Hardstyles zuweisen. In einigen ihrer Produktionen greifen sie auf einzelne Elemente anderer Bereiche der elektronischen Musik zurück, so wie beispielsweise auf die Psytrance-typische Kick oder Melodien des Euphoric Hardstyles, während sie dabei ihrem aggressiven Sounddesign treu bleiben. Zu Inspirationen für ihre Musik zählen sie Deepack, Code Black, Atmozfears und Phuture Noize.

## Diskografie

### Alben
- 2019: Contagion
- 2022: Renaissance of Rave

### EPs
- 2014: Scream EP
- 2014: Let’s Fight EP

### Singles
| - 2015: Funky Shit - 2015: Hell on Earth (mit X-Pander) - 2015: Hit the Funk - 2015: This Is Madness (mit Atmozfears) - 2015: Get Your Hands Up - 2016: Headbanger (mit Sub Sonik) - 2016: Raise Your First (mit Sub Sonik) - 2016: Let the Pistol Go - 2016: Meltdown (mit Devin Wild) - 2017: DRKNSS (mit Da Tweekaz) - 2017: The Project - 2017: Basstrain (mit GLDY LX) - 2017: DSTNY (Emporium 2017 Anthem) (mit Devin Wild) - 2017: Stand Strong (Q-BASE 2017 Hangar OST) (feat. Meccah Dawn) - 2017: Playing with Fire - 2018: Unity (mit LXCPR) - 2018: March of the Rebels (mit MC Diesel) - 2018: The XPRMNT - 2018: We Are the Fallen (mit Phuture Noize) - 2018: Rockstar (mit Timmy Trumpet, feat. DV8) - 2018: The Game Changer (Qlimax 2018 Anthem) - 2019: The Contagion (feat. Christina Novelli) - 2019: Darkest Hour (The Clock) (mit D-Block & S-te-Fan) - 2019: Patient Zero - 2019: Heroes of the Night (Official Intents Festival 2019 Anthem) (mit D-Sturb) - 2019: Amen (mit Headhunterz) - 2019: Break the Game (mit Keltek) - 2019: The Solution (mit Villain) - 2019: The Source (mit Frequencerz) - 2019: All Night (feat. Bryant Powell) - 2019: Call of the Sacred (mit Phuture Noize) - 2019: Be My Guide - 2019: All for One - 2019: PSYchopath - 2019: Face of a Champion (mit Coone) - 2020: Rave Into Space - 2020: The Remedy (feat. Diandra Faye) - 2020: The Silence (Of My Sins) - 2020: Project X (mit Timmy Trumpet) | - 2020: Time Machine (mit MC Stretch) - 2020: Enter the Realm - 2021: Obey No More (mit Warface) - 2021: HALO - 2021: A New Beginning - 2021: Sinners Paradise (mit Rebelion) - 2021: Base (mit E-Life) - 2021: Fight as One (mit Dimatik) - 2021: Trip to Mars (Astronauts) - 2021: Rave Culture 2022 - 2022: Fly with Me - 2022: Lions - 2022: Renaissance of Rave - 2022: Nightmare Nirvana (feat. Diandra Faye) - 2022: One Last Time (mit Ran-D) - 2022: Live Fast Die Young (mit Rebelion) - 2022: Nightwatch Underground - 2022: Mind of a Warrior (mit Coone, feat. Atilax) - 2022: Soft Ass Shit (mit Timmy Trumpet) - 2022: Trinity Till Infinity (mit Devin Wild) - 2022: Paradise (mit W&W) - 2023: Conquer Your Mind (APEX 2023 OST) - 2023: Path of the Warrior (Defqon.1 2023 Anthem) - 2023: Illusions - 2023: Judgement Day (mit Hardwell) - 2023: LFG PSYCHO (feat. MC Stretch) - 2023: The Race (mit Timmy Trumpet und Vini Vici) - 2023: We Ignite (mit Vertile) - 2023: Legends (mit Showtek) - 2024: Refuse To Speak (feat. Bryant Powell) - 2024: Maze Of Memories (Reverze Anthem 2024) - 2024: TECHNOBOTS - 2024: Liberation (mit Hard Driver) - 2024: LASER - 2024: The Showdown (mit Wildstylez und JDX) - 2024: Sweet But Psycho - 2024: Invincible - 2024: Save Me (mit Rebelion) - 2024: Robot Ravolution (feat. Drean) |

### Remixes
- 2016: Frequencerz – Rockstar (auf Frequencerz – Medium Rare)
- 2016: Digital Punk – Invasion (auf Digital Punk – Adapt Or Die)
- 2017: Rob Mayth – Feel My Love (mit Devin Wild)
- 2017: Rob Mayth – Feel My Love (Nightcore Edit, mit Devin Wild)
- 2017: DJ Isaac – Burn
- 2018: Headhunterz – Doomed (auf The Art Of Remixes EP)
- 2018: Yoji Biomehanika – Hardstyle Disco (mit Da Tweekaz)
- 2023: Brennan Heart & Wildstylez – Lose My Mind

### Auf Alben
- 2017: Ready for This (mit Sub Sonik; auf Sub Sonik – Strike One)
- 2017: Here Comes the Boom (mit E-Force; auf E-Force – The Edge Of Insanity)
- 2017: Wake Up (mit Zatox und Nikkita; auf Zatox – Oxygen)
- 2017: Listen to My Shit (mit Warface; auf Warface – Live For This 2)
- 2018: Our Church (mit Headhunterz; auf Headhunterz – The Return Of Headhunterz; NL: Gold)[2]
- 2019: Tombs of Immortality (mit Ecstatic; auf Ecstatic – Change The Game)
- 2020: Meltdown (Devin Wild 2021 Kick Edit) (mit Devin Wild; auf Devin Wild – The Journey)

### Auf EPs
- 2014: Child of Darkness (mit Thyron) (auf Child of Darkness / Dark Emotions)
- 2015: Madman (mit Atmozfears; auf Atmozfears – Singularity / Madman / Never Again)
- 2016: Anything (mit Deepack, feat. MC DL; auf Madness EP)
- 2016: Extreme (mit Radical Redemption; auf Smack Bitches EP)
- 2024: Imma Raver (auf Reverze 2024 Compilation)